# Роберт Кеннеді
Ро́берт Фре́нсіс Ке́ннеді (англ. Robert Francis Kennedy; 20 листопада 1925, Бруклайн, Массачусетс — 6 червня 1968, Лос-Анджелес) також відомий за ініціалами як РФК (англ. RFK) — американський політичний і державний діяч, адвокат, 64-тий генеральний прокурор США з 21 січня 1961 до 3 вересня 1964 року, сенатор США від штату Нью-Йорк з 3 січня 1961 до самої своєї смерті 6 червня 1968 року. Як і його брати Джон та Едвард Кеннеді, був видатним членом Демократичної партії США. Визначається багатьма істориками, як ікона сучасного американського лібералізму.
Загинув 6 червня 1968 року від кульового поранення в праву частину потиличної частки голови в результаті замаху 5 червня.

## Біографія
Роберт народився 20 листопада 1925 року в Бруклайні, Массачуесетс в родині Кеннеді. Третій син Джозефа П. Кеннеді і сьома дитина в родині, Роберт Кеннеді був одним з двох молодших братів вбитого президента Джона Ф. Кеннеді.
Закінчив Гарвардський університет і школу права в Університеті Вірджинії.
Після загибелі 1944 р. у Другій світовій війні старшого з братів, Джо-молодшого, Джон Кеннеді став головною надією сім'ї, а Роберт (Боббі) підтримував брата в його політичній діяльності. 1952 р. Роберт очолив кампанію з виборів брата в Сенат; 1960 р. допоміг Джону висунути його кандидатуру на пост президента США від Демократичної партії, а потім і зайняти президентське крісло. Згодом Джон Кеннеді призначить брата Генеральним прокурором, що стало першим випадком в американській історії, коли президента і його радника пов'язували такі близькі стосунки.
1951 року Роберт працював у міністерстві юстиції, керував наглядом за кримінальним судочинством, потім у підкомітеті у Джозефа Маккарті. Найбільшою справою, яку Роберт Кеннеді провів через підкомітет, було викриття в шахрайстві міністра авіації США Г. Телботта.
Із 1961 року входив до адміністрації брата, обіймаючи посаду Генерального прокурора (міністра юстиції). У діяльності адміністрації президента Кеннеді Бобі брав безпосередню участь у розв'язанні проблеми так званої Карибської кризи і питань громадянських прав.

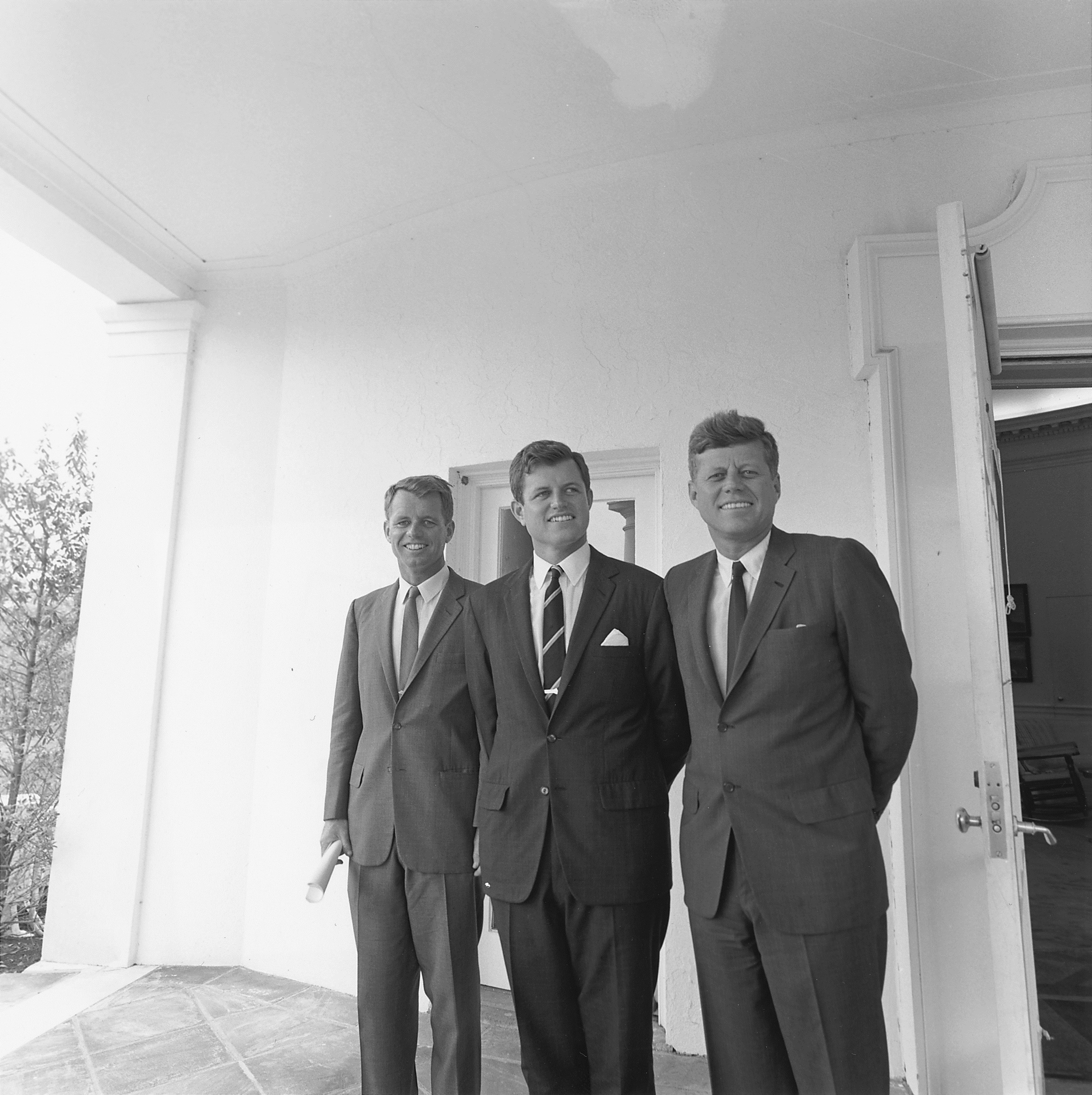
Брати Кеннеді: (зліва направо) Роберт, Едвард, Джон. 28 серпня 1963

Після смерті Джона Кеннеді протягом 9 місяців перебував на посаді Генерального прокурора США за президента Джонсона. Пішов у відставку у вересні 1964 року, і в листопаді того ж року був обраний в Сенат від штату Нью-Йорк.
Смерть брата дуже змінила Роберта й вплинула на його точку зору і політичну позицію. У його промовах стали звучати вислови про побудову суспільства, заснованого на співчутті та моральних принципах. Його промови охоплювали дуже широке коло тем: цивільні права, свобода, демократія, бідність, права людини, освіта, охорона здоров'я, війна і мир.
1968 року балотувався на посаду президента США від Демократичної партії.
1968 року, коли продовження війни у В'єтнамі викликало заворушення в країні[джерело не вказане 4793 дні], Роберт, попри те, що він не збирався балотуватися в президенти після смерті брата, зрештою змушений був зробити це. Кеннеді включився у передвиборчі перегони, маючи політичну платформу, що дуже відрізнялась від позицій всіх інших кандидатів. Він не тільки хотів зупинити війну у В'єтнамі, але й прагнув докорінно змінити устрій країни, хотів розбудити в людях пристрасне бажання переробити не тільки власну країну, а й перебудувати весь світ, зробити його кращим. Його власний стиль був також абсолютно незвичайним: це була суміш ідей творчих і вкрай радикальних з консервативними поняттями самопожертви, моралі та працьовитості. У той час, як його суперник із табору республіканців Юджин Маккарті звертався в основному до молодих інтелектуалів, аудиторія Кеннеді була зовсім іншого роду: там були молоді й літні, багаті та блакитні комірці, представники всіх рас. Журналісти порівнювали його вплив на слухачів з тим, яке справляють на своїх глядачів рок-зірки.
Одним із найбільш значущих напрямів його політичної діяльності була боротьба за рівні права для афроамериканців у США.

### Вбивство
Роберт Кеннеді помер 6 червня 1968 року після смертельного вогнепального поранення, одержаного 5 червня відразу після виголошення ним промови з приводу перемоги на попередніх виборах у штаті Каліфорнія. Він був смертельно поранений у праву частину потиличної частки голови пострілом із близької відстані на кухні готелю «Амбасадор» (при цьому поранення отримали ще п'ятеро людей). Роберт Кеннеді помер наступного дня у віці 42 років.
Досі точно не встановлено, хто зробив у Кеннеді смертельний постріл. Офіційно вбивцею Кеннеді вважається палестинець Сірхан Сірхан, що дало підставу губернатору штату Каліфорнія Рональду Рейгану заявити, що вбивство було скоєне «не за американськими мотивами». У револьвері Сірхана було 8 куль. Хоча деякі експерти при підрахунках виявили випущеними 12. Сірхан Сірхан встиг вистрілити в Кеннеді тільки двічі, але з тіла сенатора було вилучено 4 кулі. Крім Сірхана, пістолет 22 калібру також мав охоронець Кеннеді, приставлений до нього каліфорнійською владою, — Тейн Сезар. Розтин тіла Кеннеді проводив відомий американський патологоанатом Томас Ногучі, який установив, що смертельний постріл було зроблено ззаду з відстані не більше 7 см, позаяк на потилиці сенатора був зафіксований пороховий опік. Дані розтину були оприлюднені тільки в 1980-х роках. Сірхан Сірхан стріляв спереду з відстані не менше 1,5 м від сенатора, а смертельний постріл був зроблений ззаду. Хто ж із них вистрілив у Кеннеді — невідомо. Сірхан Сірхан був засуджений до смертної кари, яка була замінена на довічне ув'язнення. Доля Тейна Сезара невідома, він зник у середині 1970-х років.

## Родина
З 1950 року був одружений з Етель Скейкель (Ethel Kennedy). У шлюбі у них народилося 11 дітей:
1. Кетлін Хартінгтон (н. 1951) — адвокат, була віцегубернатором штату Меріленд з 1995 по 2003 рік.
2. Джозеф Патрік II (н. 1952) — бізнесмен і політик, є членом Демократичної партії США.
3. Роберт Френсіс-молодший (н. 1954) — власник радіокомпанії, активіст і адвокат, що спеціалізується на захисті довкілля.
4. Девід Ентоні (1955—1984) — помер від передозування кокаїну.
5. Мері Кортні (н. 1956) — працювала на дитячому телебаченні, була представником ООН у фонді боротьби зі СНІДом.
6. Майкл Лемуан (1958—1997) — очолював некомерційну енергетичну організацію брата Джозефа, розбився на смерть, катаючись на лижах.
7. Мері Кері Кеннеді (н. 1959) — письменниця, захисник прав людини.
8. Крістофер Джордж (н. 1963) — бізнесмен.
9. Метью Максвелл Тейлор (н. 1965) — письменник.
10. Дуглас Гарріман (н. 1967) — відомий журналіст.
11. Рорі Елізабет Кетрін (н. 1968) — засновниця некомерційної організації, що спеціалізується на створенні соціальних фільмів.

## Пам'ять
- Через місяці та роки після смерті Роберта Кеннеді, численні дороги, школи, вулиці в США були названі в честь нього.
- У Вашингтоні є стадіон імені Роберта Ф. Кеннеді.
- У 1978 році конгрес США посмертно нагородив Кеннеді Золотою Медалю Честі.

### Кеннеді в популярній культурі
- Про Роберта Кеннеді знято принаймні чотири фільми — це серіал «Роберт Кеннеді і його часи» (Robert Kennedy & His Times, 1985), РФК (RFK, 2002), «Боббі» (англ. Bobby, 2006) і серіал Клан Кеннеді (2011).
- Роберт Кеннеді став прототипом слідчого Еймса в романі Л. Уайта «Рафферті» про розслідування злочинності в профспілках сенатським комітетом, який був екранізований в СРСР 1980 року. Роль Еймса виконував Олександр Кайдановський.
- Роберт Кеннеді став прообразом Люка Шеннона в романі Дж. Хору «Потрібний образ» (1969) про сім'ю американських політиків-ірландців, які проводять розслідування корупції комітетом Конгресу США з тим, щоб обрати старшого брата Люка, конгресмена Келлі Шеннона, губернатором, а потім президентом.
- Роберт Кеннеді також фігурує у фільмі «Ірландець» Мартіна Скорсезе (2019). У фільмі він виступає в ролі головного юридичного консультанта під час слухань Конгресу США щодо звинувачень профспілок у співпраці зі структурами організованої злочинності.